# Richard H. Bayard

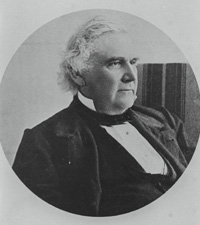
Richard H. Bayard

Richard Henry Bayard (* 26. September 1796 in Wilmington, Delaware; † 4. März 1868 in Philadelphia, Pennsylvania) war ein US-amerikanischer Politiker. Er vertrat den Bundesstaat Delaware im US-Senat.
Richard Bayard entstammte einer Familie, die zahlreiche Politiker hervorbrachte. Sein Großvater Richard Bassett, der Vater seiner Mutter Nancy, war einer der beiden ersten US-Senatoren für Delaware und später Gouverneur des Staates. Auch sein Vater James gehörte dem Senat in Washington, D.C. an; sein eigener jüngerer Bruder James trat später dort seine Nachfolge an. Sein Neffe Thomas F. Bayard und dessen Sohn Thomas wurden ebenfalls US-Senatoren.
Nach dem Abschluss am Princeton College im Jahr 1814 studierte Richard Bayard die Rechtswissenschaften und wurde 1818 in die Anwaltskammer aufgenommen, woraufhin er in Wilmington zu praktizieren begann. Als der Ort 1832 die Stadtrechte erhielt, wurde Bayard dessen erster Bürgermeister.
Nach dem Rücktritt von US-Senator Arnold Naudain wurde Bayard zu dessen Nachfolger gewählt. Er nahm sein Mandat als Mitglied der National Republican Party in Washington vom 17. Juni 1836 bis zum 19. September 1839 wahr und trat dann zurück, um einer Berufung zum Chief Justice am Delaware Supreme Court zu folgen. Dieses Amt übte er bis zum 12. März 1841 aus; an diesem Tag zog er erneut in den Senat ein. Er hatte zuvor die Nachwahl zu jenem Sitz gewonnen, der seit seinem Rücktritt vakant geblieben war. Bayard, nun Mitglied der Whigs, verblieb bis zum 3. März 1845 im Kongress; um die Wiederwahl bewarb er sich nicht. Während dieser Zeit war er unter anderem Vorsitzender des Marineausschusses.
Nach seiner politischen Laufbahn amtierte Richard Bayard noch von 1850 bis 1853 als amerikanischer Chargé d’affaires in Belgien. Danach zog er sich ins Privatleben zurück und starb 1868 in Philadelphia.